# Ендрю Адамсон
Ендрю Ральф Адамсон MNZM (народився 1 грудня 1966) — новозеландський кінорежисер, продюсер і сценарист, який живе в Лос-Анджелесі, де він зняв анімаційні фільми «Шрек» і «Шрек 2», які отримали премію «Оскар» . Він був режисером, виконавчим продюсером і сценаристом фільму «Хроніки Нарнії: Лев, відьма і гардероб» у 2005 році. Він також працював над фільмами «Бетмен назавжди» та «Бетмен і Робін» як керівник візуальних ефектів .
У 2006 році він був удостоєний ордена Нової Зеландії за заслуги в кіно. 

## Особисте життя
Батьки Адамсона були домогосподаркою та комп'ютерним інженером . Адамсон, який народився в Новій Зеландії, разом із батьками переїхав до Папуа-Нової Гвінеї у віці одинадцяти років, а повернувся до Окленда у віці 18 років. Коли йому виповнилося 24 роки, він переїхав до Сан-Франциско і провів час між там і Лос-Анджелесом. Після зйомок фільмів про Нарнію він оселився в Новій Зеландії. У Адамсона двоє дітей. 

## Кар'єра
Адамсон хотів бути архітектором, але пропустив кінцевий термін вступу до університету через автомобільну аварію.  Для роботи в США його залучила компанія Pacific Data Images . Компанія відкрила офіс у Лос-Анджелесі. Там він працював технічним директором у наступних фільмах: «Іграшки» (1992), з Робін Вільямсом у головній ролі, та «Ангели на околиці» (1994), з Денні Гловером у головній ролі. Раніше Адамсон спеціалізувався на рекламі, але віддавав перевагу ідеї розповіді історії в більш довгому форматі. Він працював керівником візуальних ефектів у фільмі 1995 року «Бетмен назавжди», «Час вбивати» (1996) і «Бетмен і Робін» (1997).

## Шрек
Адамсон зняв «Шрека» (першу частину серії), засновану на книжці з картинками 1990 року Вільяма Стайга  зі скромним бюджетом у 60 мільйонів доларів США у 2001 році. Однак фільм став світовим успіхом, зібравши майже 500 мільйонів доларів у прокаті, у тому числі понад 40 мільйонів доларів у перші вихідні. Головні голоси у фільмі озвучили Майк Майерс, Едді Мерфі, Кемерон Діаз і Джон Літгоу .
Наступний фільм із серії «Шрек 2» (2004) мав великий бюджет Голлівуду — близько 150 мільйонів доларів, і мав навіть більший успіх, ніж перший фільм, зібравши понад 900 мільйонів доларів у всьому світі. Фільм зібрав понад 100 мільйонів доларів, що стало одним із найвищих прибутків за весь час. Адамсон був режисером цього фільму, а також написав історію.
Однак він не став режисером наступного фільму серії, «Шрек Третій», оскільки він був за контрактом з Walden Media для роботи над «Хроніками Нарнії: Лев, відьма та гардероб» . Натомість режисерами фільму стали Кріс Міллер і Раман Хуей, а Адамсон виступив виконавчим продюсером. Сценарій фільму написали Дж. Девід Стем і Джо Стілман. Третій фільм був фінансово успішним, зібравши понад 795 мільйонів доларів у всьому світі при бюджеті не більше 160 мільйонів доларів, але отримав неоднозначні відгуки критиків.

## Хроніки Нарнії
Адамсон досяг комерційного успіху та всесвітньої уваги завдяки фільму "Хроніки Нарнії: Лев, відьма та платтяна шафа ", який він став співпродюсером, автором сценарію та режисером. Фільм заснований на однойменній книзі К. С. Льюїса, він отримав різні нагороди, отримав похвалу критиків і мав успіх у прокаті, ставши третім найкасовішим фільмом у світі 2005 року згідно з Box Office Mojo. Фільм стартував у США та Канаді із загальними зборами понад 65 мільйонів доларів, а світові збори фільму склали 744 783 957 доларів із бюджетом у 180 мільйонів доларів згідно з даними Box Office Mojo .Він повернувся як режисер до наступного фільму про Нарнію: «Хроніки Нарнії: Принц Каспіан», який вийшов у світовий прокат у травні 2008 року та зібрав понад 419 мільйонів доларів у прокаті. Адамсон повернувся продюсером фільму «Хроніки Нарнії: Мандрівка світанку», який вийшов в Австралії 9 грудня 2010 року, а в Сполучених Штатах і Великобританії — 10 грудня того ж року. Однак на даний момент 20th Century Fox і Walden Media все ще тримають права на серіал, і наразі вони зберігають можливість зробити «Хроніки Нарнії: Срібний стілець» у майбутньому. Однак 20th Century Fox і Walden Media вирішили продюсувати «Племінника чарівника» як наступний фільм про Нарнію замість «Срібного крісла». Але в жовтні 2011 року Дуглас Грешем підтвердив, що контракт Walden Media з маєтком CS Lewis закінчився, і будь-яке виробництво майбутнього фільму призупинено на невизначений термін.

## музика
Експериментальна хіп-хоп група Death Grips працювала з Адамсоном над альбомом 2018 року Year of the Snitch .  Він з'являється на треку "Dilemma", виголошуючи передмову до пісні.